# The Mills Brothers

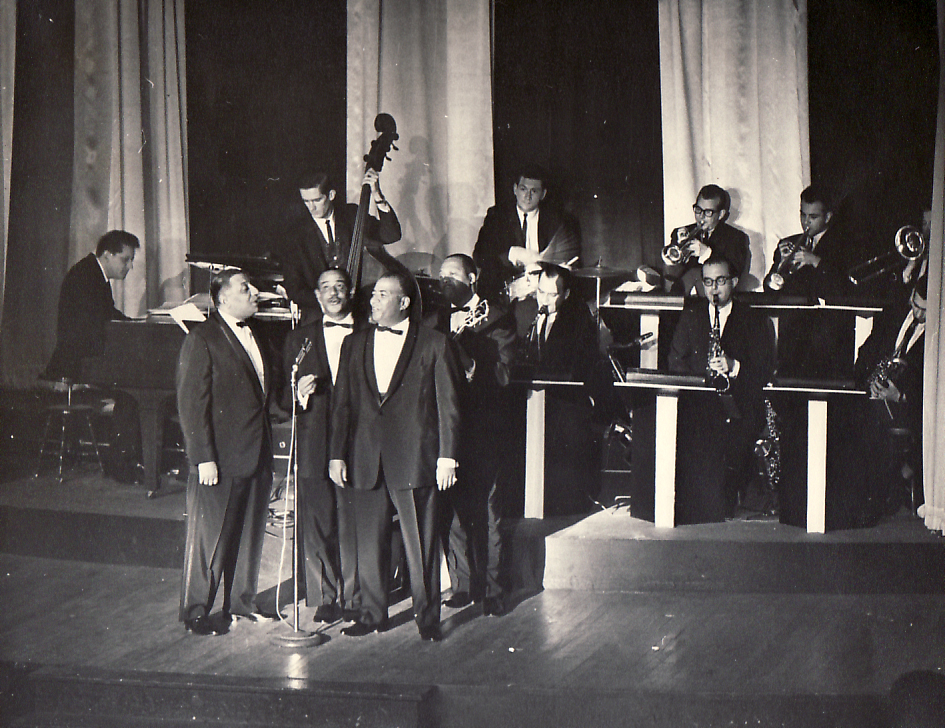
The Mills Brothers

The Mills Brothers étaient un quatuor vocal d'Afro-Américains qui interprétaient des chansons pop et jazz. Ces quatre frères formaient l’un des plus grands groupes vocaux des États-Unis. Ils ont produit plus de 2 000 enregistrements, ont vendu 50 millions de disques et ont reçu au moins 35 disques d'or. Ils ont été intronisés au Vocal Group Hall Of Fame en 1998.

## Composition
Le groupe est composé de quatre frères nés à Piqua (à 40 km au nord de Dayton dans l'Ohio) :
- John Jr. (19 octobre 1910 - 23 janvier 1936) : Basse (voix) et guitariste
- Herbert (2 avril 1912 - 12 avril 1989) : Ténor
- Harry (19 août 1913 - 28 juin 1982) : Baryton
- Donald (29 avril 1915 - 13 novembre 1999) : Ténor

## Les origines
Leurs parents étaient John H. et Eathel Mills. John Sr. tenait un salon de coiffure et créa un quatuor Barbershop appelé The Four Kings of Harmony. Les garçons se mirent à chanter ensuite dans les chorales d'églises proches de chez eux. Après les cours, ils se réunissaient devant le salon de coiffure de leur père ou sur la place publique pour chanter et jouer du kazoo aux passants. Lors d'un concours de chanson amateurs, Harry se mit à imiter le son et la gestuelle d'une trompette. À la suite du succès de cette imitation, les frères choisirent chacun un instrument à imiter et créèrent leur propres sons : John, la basse imitait le tuba, Harry, le baryton la trompette, Herbert une seconde trompette et Donald le trombone. John Jr. les accompagnait au Ukulélé puis à la guitare. Ils jouèrent un peu partout et se firent leur réputation locale.

## Vers la célébrité
En 1928, après avoir joué à l'opéra de Piqua entre des représentations de films de Rintintin, ils accompagnèrent le groupe Harold Greenameyer Band pour passer une audition à Cincinnati pour une station de radio, WLW. Les Mills brothers furent sélectionnés contrairement au groupe. Avec l'aide de Seger Ellis, animateur de la radio et légende de la musique des années 1920, ils devinrent rapidement les stars locales de la radio et firent impression lorsqu'ils chantèrent pour Duke Ellington lors d'un concert à Cincinnati. Quand ils se mirent à chanter, il était tellement impressionné qu'il appela Tommy Rockwell du label Okeh Records. Celui- ci leur fit signer un contrat et les amena à New York
En septembre 1930, on proposa à William S. Paley de la radio CBS d'écouter le morceau enregistré lors de l'audition. Quand il l'entendit, il diffusa immédiatement le morceau à la radio. Le lendemain, les Mills brothers signaient un contrat de 3 ans et devenaient les premiers Afro-Américains à avoir une émission de radio.
Leur tout premier enregistrement, effectué auprès de la maison de disques Brunswick Records, une reprise du standard Tiger Rag par l'Original Dixieland Jass Band fut un succès national. D'autres succès suivirent rapidement : Goodbye Blues leur chanson fétiche, You're Nobody's Sweetheart Now, Ole Rockin' Chair, Lazy River , How'm I Doin et d'autres qui les firent connaître à tout le pays et en firent des célébrités nationales. Ils restèrent chez Brunswick Records jusqu'en 1934, puis signèrent chez Decca Records ou ils restèrent jusque dans les années 1950.
Ils firent sensation sur CBS en 1930-1931, dans l'émission populaire de Rudy Vallee The Fleischmann's Yeast Hour. Leur propre émission fut très populaire à la radio en 1932-1933 et furent connus sous le nom de quatre garçons et une guitare. Beaucoup d'auditeurs pensaient qu'ils écoutaient les morceaux d'un groupe composé d'un saxophone, d'un trompette et d'une contrebasse jusqu'à ce que le présentateur leur expliqua que le seul instrument utilisé était la guitare.
Les Mills Brothers firent leur apparition au cinéma, leur premier film, The Big Broadcast était une comédie musicale qui regroupait toutes les stars de la radio de l'époque parmi eux : Bing Crosby, Cab Calloway, et les Boswell Sisters. En 1934, les frères firent de la publicité pour Woodbury Soap Company aux côtés de Crosby et enregistrèrent leur classiques :
Lazy Bones, Sweet Sue, Lulu's Back in Town, Bye-Bye Blackbird, Sleepy Head et Shoe Shine Boy.
Ils apparurent également dans les films Twenty Million Sweethearts (1934) et Le Gondolier de Broadway (Broadway Gondolier) (1935).
Dès lors ils furent connus et reconnus à travers le monde.
En 1934 ils furent les premiers afro-américains à être réclamé pour jouer pour la couronne d'Angleterre. Ils jouèrent au théâtre Regal à Perth en Australie pour un public particulier: George V, Mary de Teck et leur mère.
Après un concert en Angleterre, John Jr. fut atteint de pneumonie aigüe et il mit plusieurs mois à s'en remettre. Les frères retournèrent en Angleterre avant qu'il soit complètement guéri, il retomba malade et mourut au début de l'année 1936.
Ce fut une période difficile pour les frères qui restaient et ils pensaient arrêter le groupe quand leur mère leur dit que John Jr. aurait souhaité qu'ils continuent. Ils suivirent les conseils de leur mère et leur père John Sr. remplaça son fils comme baryton et tuba. C'est à ce moment-là que Norman Brown devint leur guitariste.

## La période de la guerre
Ils furent de retour en Europe et connurent un succès remarquable en 1939.
Entre la mort de John Jr. et leur retour aux États-Unis, ils enregistrèrent une série de chansons parmi lesquelles figurent :
Lazy River, Someday You'll Want Me to Want You, Swing Is the Thing, Long About Midnight, Organ Grinders Swing,
The Song is Ended.
Ils firent honneur à Duke Ellington avec une reprise swing de Caravan et réalisèrent une nouvelle série d'enregistrements:
South of the Border, qu'ils jouèrent lors d'une tournée en Amérique du Sud ainsi que
Ain't Misbehavin, It Don’t Mean a Thing, 
Jeepers Creepers, Three Little Fishes, Basin Street Blues."
Cette période vit aussi l'arrivée d'un membre qui n'était pas de la famille : Gene Smith qui remplaça Harry pendant un an lors de son service militaire. Même si en tant que chanteur solo sa voix ne concordait pas avec le son habituel du groupe, il parvint à prendre le ton de Harry jusqu'à son retour. On peut voir Gene Smith dans certaines apparitions des Mills Brothers au cinéma.

## La période après guerre
De retour aux États-Unis, les frères étaient impatient de sortir un tube. Ils enregistrèrent I'll be around et Donald Mills choisit Paper Doll pour la face B du disque. I'll be around devint un tube populaire et Paper Doll, composé en seulement 15 minutes devint leur plus grand tube avec six millions de copies vendues. La montée du Rock 'n' roll au début des années 1950 eut peu d'effet sur le succès des Mills Brothers. La chanson Glow worm fut numéro un des ventes en 1952. Opus One, une version améliorée du tube de Tommy Dorsey fut également dans les plus grands succès suivi de
You're Nobody 'Til Somebody Loves You, Yellow Bird, Standing on the Corner, and If I had My Way.
En 1957, John Sr. qui était âgé de 75 ans arrêta de tourner avec le groupe, mais ils ne s'arrêtèrent pas pour autant. Le trio Les Mills Brothers signèrent chez Dot Records et furent fréquemment invités dans les spectacles de Jack Benny, Perry Como, au Tonight Show et au Hollywood Palace. Ils jouèrent également dans des théâtres et dans des bars de nuits.
Chez Dot Records, ils enregistrèrent une reprise des Silhouettes intitulée Get a Job qui montrait l'influence que les premières années des Mills Brothers avait eu sur le Doo-wop
La chanson Cab Driver écrite par C. Carson Parks et enregistrée en 1968, fut leur dernier grand tube.

## Les dernières années
Le trio constitué de Harry, Herbert et Donald continua à jouer dans les endroits qu'ils connaissaient jusqu'à la mort d'Harry en 1982. Herbert mourut en 1989 et Donald chanta avec son fils John III.
En 1998, La Recording Academy récompensa les contributions des Mills brothers pour la musique populaire et donnèrent un Grammy Award à Donald pour l'engagement de toute une vie.
Après la mort de Donald, John III tourna sous le nom The Mills brothers avec Elmer Hopper qui avait chanté auparavant avec Paul Robi des Platters.

## Les Mills Brothers dans la culture populaire
- Plusieurs des tubes des Mills Brothers dont Tiger Rag, Chinatown, Moanin' for you et Caravan figurent sur la bande son du jeu Mafia: The City of Lost Heaven. Leur musique coïncide avec l'ambiance et la période du jeu.
- On retrouve également le morceau You Always Hurt the One you Love dans le jeu Bioshock 2 en accord avec son récit. Mais c'est surtout la reprise magistrale du morceau dans le film Blue Valentine (Derek Cianfrance, 2010) qui marque les esprits, lorsqu'il est interprété par le personnage de Dean (Ryan Gosling) pour séduire Cindy (Michelle Williams).
- Leur chanson Smoke Rings figure également dans le film Thank You for Smoking.

## Discographie
- Nagasaki
- Cabdriver
- The yellow bird
- Drean a little dream of me
- Tiger Rag
- If I had my way

Livre-disque posthume
- Swing café, un conte musical de Carl Norac, illustré par Rébecca Dautremer ; et raconté par Jeanne Balibar ; Carmen Miranda, chant ; Duke Ellington, p ; The Mills Brothers, groupe voc. et instr., Didier jeunesse, 2009 - livre-disque